# Dominique Gardette
Pour les articles homonymes, voir Gardette.
Dominique Berigaud, connue comme Dominique Gardette (née le 10 juin 1954 à Privas, en Ardèche) est une athlète française trois fois championne du monde de kayak descente,.

## Biographie
Elle a d'abord pratiqué la marche en compétition avant de commencer le kayak en 1974. Son premier initiateur a été Claude Peschier médaille d'or aux championnats du monde de slalom (canoë-kayak) 1969. D'abord adhérente au club de Pouzin (Ardèche), elle rejoint le Ski Canoé Club de la Mulatière (Rhône) en 1977. Elle a eu comme entraineur Michel Doux plusieurs fois champion du monde en canoé (1979 et 1981). Mariée en 1977 à Jean-Paul Gardette, elle a deux enfants nés en 1980 et 1982. Elle a été professeur d’éducation physique dans la région lyonnaise puis dans la région toulousaine.

## Palmarès
- Championnats du monde de descente (canoë-kayak) 1977, Spittal,  Autriche
  - Médaille de bronze en K1 Dame individuelle (Dominique Berigaud)
  - Médaille de bronze en K1 Dame par équipe (Dominique Berigaud, Bernadette Roche, Jocelyne Roupioz)
- Championnats du monde de descente (canoë-kayak) 1979, à Desbiens,  Canada
  - Médaille d'or en K1 Dame individuelle
- Championnats du monde de descente (canoë-kayak) 1981, à Bala,  Pays de Galles
  - Médaille d'or en K1 Dame individuelle
- Championnats du monde de descente (canoë-kayak) 1987, Bourg-Saint-Maurice,  France[5]
  - Médaille d'or en K1 Dame individuelle[6]
  - Médaille d'or en K1 Dame par équipe  (Dominique Gardette, Aurore Bringard, Nathalie Beaurain)

## Honneurs et distinctions
- Prix Monique Berlioux de l'académie des sports[7]